# Occhiobello
Occhiobello (Òcbél in dialetto ferrarese, Ociobeło in veneto) è un comune italiano di 12 044 abitanti della provincia di Rovigo in Veneto, situato a sud-ovest del capoluogo.

## Geografia fisica

### Territorio
Il paese è ubicato sulla riva sinistra del Po lungo la Strada Regionale 6 ed il suo territorio comunale è totalmente pianeggiante.
- Classificazione sismica: zona 3 (sismicità bassa), Ordinanza PCM. 3274 del 20/03/2003

### Clima
La stazione meteorologica più vicina è quella di Ferrara. In base alla media trentennale di riferimento 1961-1990, la temperatura media del mese più freddo, gennaio, si attesta a −1,6 °C; quella del mese più caldo, luglio, è di +31,0 °C.
Le precipitazioni medie annue si aggirano sui 650 mm, distribuite mediamente in 82 giorni, con minimo relativo in inverno e picchi molto moderati in primavera ed autunno.
Nei mesi invernali frequenti le precipitazioni nevose con accumuli fino ad 1 m (ultima volta nel 2013).
.
| Ferrara               | Mesi  | Mesi   | Mesi   | Mesi   | Mesi   | Mesi   | Mesi   | Mesi   | Mesi   | Mesi   | Mesi  | Mesi  | Stagioni | Stagioni | Stagioni | Stagioni | Anno |
| Ferrara               | Gen   | Feb    | Mar    | Apr    | Mag    | Giu    | Lug    | Ago    | Set    | Ott    | Nov   | Dic   | Inv      | Pri      | Est      | Aut      | Anno |
| --------------------- | ----- | ------ | ------ | ------ | ------ | ------ | ------ | ------ | ------ | ------ | ----- | ----- | -------- | -------- | -------- | -------- | ---- |
| T. max. media (°C)    | 4,1   | 7,4    | 12,7   | 17,3   | 22,0   | 26,4   | 29,1   | 28,5   | 24,2   | 17,6   | 10,8  | 5,6   | 5,7      | 17,3     | 28,0     | 17,5     | 17,1 |
| T. min. media (°C)    | −0,9  | 0,8    | 4,7    | 8,6    | 12,8   | 16,5   | 18,8   | 18,6   | 15,4   | 10,4   | 5,4   | 1,1   | 0,3      | 8,7      | 18,0     | 10,4     | 9,4  |
| Precipitazioni (mm)   | 39    | 41     | 53     | 62     | 62     | 61     | 44     | 47     | 56     | 75     | 64    | 48    | 128      | 177      | 152      | 195      | 652  |
| Giorni di pioggia     | 6     | 6      | 8      | 8      | 9      | 7      | 4      | 5      | 6      | 8      | 8     | 7     | 19       | 25       | 16       | 22       | 82   |
| Vento (direzione-m/s) | W 3,4 | NE 3,5 | NE 3,5 | NE 3,6 | NE 3,5 | NE 3,4 | NE 3,3 | NE 3,1 | NE 3,1 | NE 3,2 | W 3,5 | W 3,5 | 3,5      | 3,5      | 3,3      | 3,3      | 3,4  |

- Classificazione climatica: zona E, 2329 GR/G

## Storia

### Le origini
La storia del territorio occhiobellese risale a molti secoli fa. Rilevamenti archeologici testimoniano, infatti, che già nella preistoria erano presenti nel territorio occhiobellese prime forme di vita associata localizzate a nord dell'attuale territorio di Occhiobello, nei pressi della località Piacentina.
Nel corso dei millenni il territorio di Occhiobello subì notevoli trasformazioni sia di origine naturale (cataclismi di ogni genere), sia di origine storico-politica in seguito alle continue invasioni di civiltà diverse tra cui i Celti, gli Etruschi, i Galli ecc.
A seconda delle dominazioni anche la struttura politica ed economica subiva cambiamenti; basti pensare che durante la Repubblica romana, intorno al II secolo a.C., il territorio di Occhiobello era considerato un'importante zona rurale di transito (una rete viaria passava nei pressi dell'attuale Gurzone). Un periodo, invece, oscuro, caratterizzato da distruzioni di beni materiali e sacrifici di vite umane e che interessò tutto il Polesine, iniziò con il regno romano-barbarico di Odoacre. Per una ripresa economica e civile, bisogna aspettare l'anno 754 quando il territorio occhiobellese divenne Patrimonio di San Pietro, divenendo così feudo ecclesiastico con una organizzazione politica strettamente legata al potere temporale della Chiesa.

### Il dominio di Ferrara
Il destino storico e culturale era legato al governo ferrarese che, intorno all'anno 1000, affidò ai marchesi de' Contrari, una nobile famiglia di Ferrara, il marchesato del Polesine ferrarese (l'attuale circoscrizione comunale di Occhiobello). Il marchesato era formato da tre località: Le Casette, ossia l'attuale Occhiobello, da Gurzone e da Santa Maria Maddalena ancora unita a Pontelagoscuro fino al 1152. In tale anno, infatti, la rotta di Ficarolo separò i due villaggi, uno sulla sponda destra (Pontelagoscuro) e uno sulla sponda sinistra (Santa Maria Maddalena). Il territorio rimase sotto il dominio estense fino al 1598 quando, morto Alfonso II d'Este senza eredi, tutto il suo ducato passò allo Stato Pontificio. In quel periodo sorsero nuovi centri abitati nelle località "Chiavica" e "Livelli" e prese maggiore importanza Santa Maria Maddalena già luogo di villeggiatura dei duchi d'Este e quindi della nobile famiglia dei Pepoli.
È soprattutto nel 1700, anno in cui "Le Casette" iniziò ad essere chiamata Occhiobello, che Santa Maria Maddalena si ingrandì anche sotto il profilo demografico; crescita favorita dalla sua vicinanza con la città di Ferrara. Il dominio della Santa Sede, durato circa duecento anni, fu bruscamente interrotto dall'invasione napoleonica nel 1797. I Francesi portarono in queste zone le idee della rivoluzione ed una speranza di maggiore libertà, subito però delusa dai fatti: alla spoliazione del territorio si ebbero tasse inique, come quella sul macinato, che causarono delle vere rivolte popolari.

### Il dominio austriaco
Nel 1815, dopo il Congresso di Vienna, ai Francesi subentrarono gli Austriaci che portarono ancora più malcontento tra la popolazione soprattutto per l'annessione alla provincia di Rovigo; nei pressi del paese si combatté la battaglia di Occhiobello, episodio della guerra austro-napoletana, in cui il Re di Napoli Gioacchino Murat fu sconfitto dal generale austriaco Johann Maria Philipp Frimont.

### Il Regno d'Italia
Nel 1866, con la pace di Vienna, terminò la dominazione austriaca ed il Veneto fu ceduto al Regno d'Italia. Diverse furono le costruzioni in ambito edilizio: comparsa della ferrovia, costruzione del ponte ferroviario in ferro, impianto di pubblica illuminazione ad Occhiobello, ecc. L'incremento economico e sociale fu molto rallentato in seguito alle due guerre mondiali che travolsero l'Italia. L'ultimo conflitto mondiale ha impegnato nella lotta alla Resistenza un elevato numero di vite umane, i centri abitati hanno subito bombardamenti, opere d'arte di grande valore distrutte.
 A guerra finita, riprese la ricostruzione del paese, ricostruzione che subì ancora un altro rallentamento a causa dell'alluvione del Po del 14 novembre 1951.

## Monumenti e luoghi d'interesse

### Architetture religiose
- Chiesa di San Lorenzo
- Chiesa di Santa Maria Maddalena nella frazione omonima
- Chiesa di San Giovanni Battista
- Oratorio Beata Vergine del Rosario (XVIII secolo)
- Oratorio di Sant'Antonio
- Oratorio di Sant'Eurosia

### Architetture civili
- Casa di Carlo Cavriani, carbonaro
- Villa Prearo
- Ca' Ariosto
- Palazzo Pepoli
- La Rizza (XVIII secolo)
- La Piacentina
- Complesso Savonarola
- La Colombara (XVI secolo)

### Altro
- Chiavica (XVI secolo)
- Monumento ai Caduti, opera dello scultore Giulio Nordio (1923)[6]

## Società

### Evoluzione demografica
Abitanti censiti

### Etnie e minoranze straniere
Al 31 dicembre 2018 a Occhiobello risultano residenti 1 152 cittadini stranieri. Le nazionalità principali sono:
1. Romania, 307
2. Albania, 191
3. Marocco, 151
4. Cina, 106
5. Moldavia, 92
6. Ucraina, 69
7. Tunisia, 57

### Religione
La maggioranza della popolazione è di religione cristiana cattolica; la seconda religione è quella islamica in seguito all'immigrazione degli ultimi anni.
L'altra confessione cristiana presente è quella evangelica con una comunità:
- Chiesa Evangelica dei Fratelli.

## Cultura
Occhiobello viene citata per tre volte dallo scrittore Giuseppe Berto nel suo romanzo Il male oscuro, vincitore dell'edizione 1964 del Premio Campiello. Il padre del protagonista (figura in larga parte autobiografica) era stato infatti comandante della locale stazione dei Carabinieri.

## Geografia antropica

### Frazioni
In base allo statuto comunale di Occhiobello, le frazioni comunali sono:
- Gurzone, 126 abitanti, 8 m s.l.m.
- Santa Maria Maddalena, 6 966 abitanti, 8 m s.l.m.

### Località
Altre località non citate nello statuto comunale:
- Baccanazza
- Casazza, 22 abitanti, 8 m s.l.m.
- Chiavica, 78 abitanti, 7 m s.l.m.
- Gurzone, 208 abitanti, 7 m s.l.m.
- Malcantone, 33 abitanti, 8 m s.l.m.
- Pastureria, 41 abitanti, 6 m s.l.m.
- Vallice

## Infrastrutture e trasporti

### Strade
I collegamenti stradali che interessano il comune sono:
- Autostrada A13, casello di Occhiobello;
- Strada statale 16 Adriatica;
- Strada regionale 6 Eridania Occidentale.

### Ferrovie
La località è servita dalla stazione di Occhiobello, posta sulla linea Bologna-Padova.

### Trasporto pubblico
La frazione di Santa Maria Maddalena è servita dalla linea nº 11 del trasporto urbano TPER di Ferrara.

## Amministrazione

### Sindaci
| Sindaco                      | Sindaco             | Partito                        | Periodo             | Elezione            |                     |                     |                     |                     |
| Repubblica Italiana          | Repubblica Italiana | Repubblica Italiana            | Repubblica Italiana | Repubblica Italiana | Repubblica Italiana | Repubblica Italiana | Repubblica Italiana | Repubblica Italiana |
| ---------------------------- | ------------------- | ------------------------------ | ------------------- | ------------------- | ------------------- | ------------------- | ------------------- | ------------------- |
|                              | Gino Morari         | Partito Comunista Italiano     | 1946-1947           |                     |                     |                     |                     |                     |
|                              | Luigi Zampoli       | Partito Comunista Italiano     | 1947-1951           |                     |                     |                     |                     |                     |
|                              | Nerio Campioni      | Partito Comunista Italiano     | 1951-1971           |                     |                     |                     |                     |                     |
|                              | Danilo Campioni     | Partito Comunista Italiano     | 1971-1981           |                     |                     |                     |                     |                     |
|                              | Daniele Chiarioni   | Partito Comunista Italiano     | 1981-1993           |                     |                     |                     |                     |                     |
|                              | Armando Marcomin    | Partito Comunista Italiano     | 1993-1995           |                     |                     |                     |                     |                     |
| Elezione diretta del Sindaco |                     |                                |                     |                     |                     |                     |                     |                     |
|                              | Daniele Chiarioni   | Centro-sinistra                | 1995-2004           | 1995                |                     |                     |                     |                     |
| 1999                         | Daniele Chiarioni   | Centro-sinistra                | 1995-2004           |                     |                     |                     |                     |                     |
|                              | Gigliola Natali     | Centro-sinistra                | 2004-2009           | 2004                |                     |                     |                     |                     |
|                              | Daniele Chiarioni   | L.c. Chiarioni Per Occhiobello | 2009-2019           | 2009                |                     |                     |                     |                     |
|                              | Daniele Chiarioni   | L.c. Io Scelgo                 | 2009-2019           | 2014                |                     |                     |                     |                     |
|                              | Sondra Coizzi       | L.c. CambiamOcchiobello        | 2019-2024           | 2019                |                     |                     |                     |                     |
|                              | Irene Bononi        | L.c. Occhiobello Domani        | 2024-in carica      | 2024                |                     |                     |                     |                     |

### Gemellaggi
- Mennecy
- Renningen